# Phiến đá Palermo

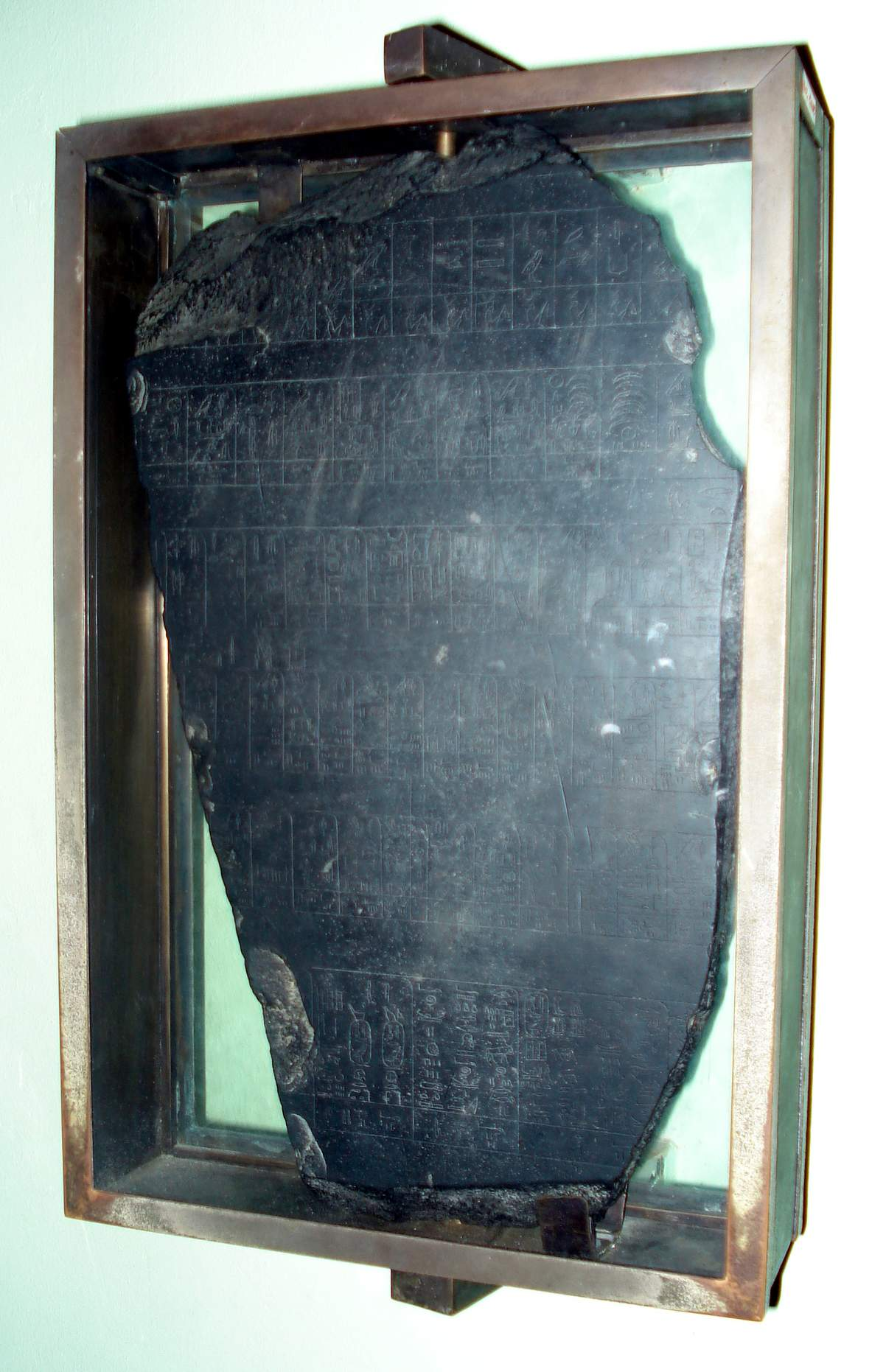
Phiến đá Palermo, một phần của tấm bia Biên niên sử hoàng gia

Phiến đá Palermo hay Bia đá Palermo (tiếng Ý: Pietra di Palermo) là một trong 7 mảnh vỡ còn sót lại của một tấm bia Biên niên sử hoàng gia thuộc thời kỳ Cổ Vương quốc trong lịch sử Ai Cập cổ đại. Tấm bia này liệt kê danh sách các vị vua cai trị Ai Cập từ Vương triều thứ Nhất đến đầu Vương triều thứ Năm và ghi lại những sự kiện quan trọng trong mỗi triều đại của họ. Biên niên sử hoàng gia có thể được ghi chép vào những năm thuộc Vương triều thứ 5.
Phiến đá Palermo này hiện được lưu giữ tại Bảo tàng Khảo cổ Antonio Salinas ở Palermo của Ý nên nó đã mang tên của thành phố này. Thuật ngữ "Phiến đá Palermo" đôi khi được dùng để gọi tên cho 6 mảnh vỡ còn lại của Biên niên sử hoàng gia. Hiện còn 5 mảnh nằm tại Bảo tàng Cairo và 1 mảnh nhỏ nằm tại Bảo tàng Petrie, Luân Đôn.
Phiến đá Palermo và những mảnh vỡ còn lại của Biên niên sử hoàng gia có lẽ là văn bản lâu đời nhất của Ai Cập cổ đại, là một nguồn tư liệu lịch sử quan trọng cho thời kỳ Cổ Vương quốc. Phiến đá Palermo là mảnh vỡ lớn nhất trong số các mảnh vỡ được tìm thấy của tấm bia Biên niên sử hoàng gia.

## Mô tả

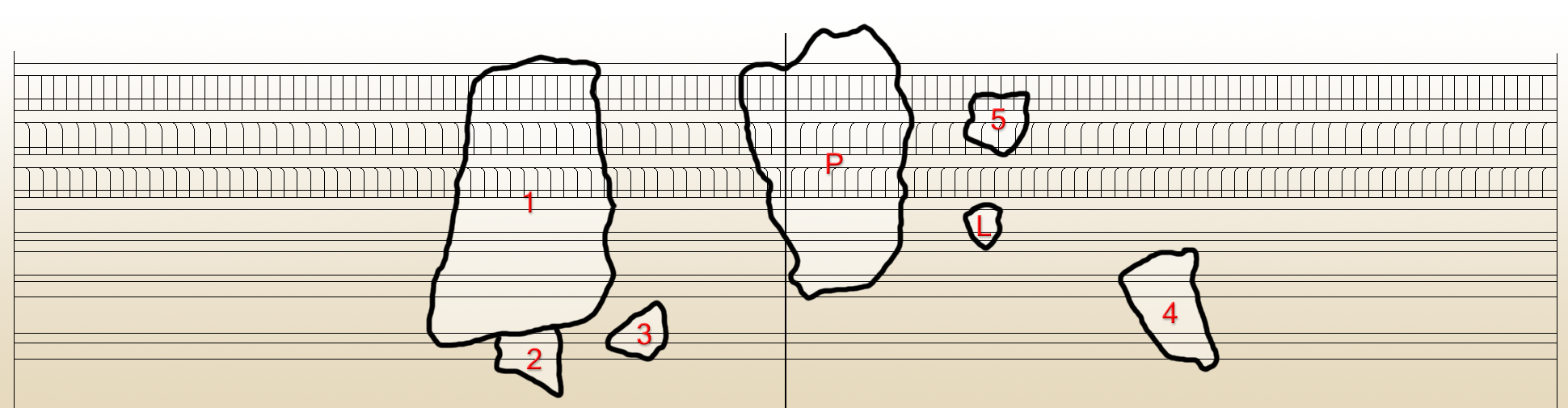
Mô phỏng tấm bia Biên niên sử hoàng gia và vị trí của các mảnh vỡ (P là Phiến đá Palermo, L là mảnh vỡ tại Luân Đôn, 1 - 5 là những mảnh vỡ tại Cairo)

Tấm bia Biên niên sử hoàng gia ước tính có kích thước khoảng 2,1 x 0,6 mét, được làm từ đá bazan đen. Riêng mảnh vỡ Palermo của nó có kích thước 43,5 x 25 cm và dày 6,5 cm.
Chữ khắc ở mặt trước của phiến đá được ghi từ phải sang trái và chia thành 6 hàng ngang. Hàng đầu tiên ghi tên của các vua thời kỳ Sơ triều đại của Hạ Ai Cập (dựa vào hình ảnh của Vương miện Đỏ dưới mỗi khung tên). Năm hàng còn lại là tên của các vị vua thuộc Vương triều thứ Nhất đến Vương triều thứ Tư. Một số vị vua không có tên trên mảnh vỡ này.
Mặt sau của phiến đá ghi lại những sự kiện quan trọng diễn ra dưới mỗi triều đại và dừng lại ở triều đại của pharaon Neferirkare Kakai, nhà cai trị thứ ba của Vương triều thứ Năm. Không rõ những mảnh vỡ khác có dừng ở mốc thời gian này hay không. Ở mỗi khung tên của các vị vua, kèm theo đó là tên người mẹ của họ, chẳng hạn như thái hậu Betrest, mẹ của Semerkhet và Meresankh I, mẹ của Sneferu.
Biên niên sử hoàng gia (cụ thể là phiến đá Palermo) còn ghi lại mực nước lũ hằng năm của sông Nin, thời gian lũ về, chi tiết về các lễ hội, tô thuế, các công trình và những cuộc giao tranh.

## Lịch sử khảo cổ

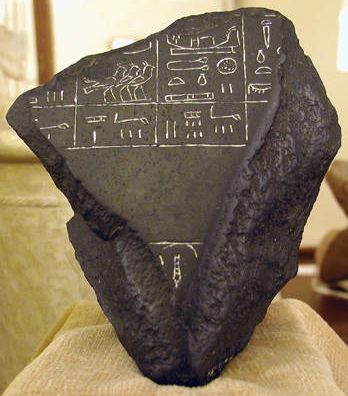
Mảnh vỡ tại Bảo tàng Petrie, Luân Đôn

Không rõ vị trí ban đầu của phiến đá Palermo. Một mảnh vỡ của tấm bia được tìm thấy tại Memphis, trong khi 3 mảnh vỡ khác thì nằm ở vùng Trung Ai Cập; tất cả đều được lưu giữ tại Cairo.
Phiến đá Palermo đã được mua bởi một luật sư người Sicilia tên là Ferdinand Guidano vào năm 1859 và đã ở Palermo từ năm 1866. Vào ngày 19 tháng 10 năm 1877, nó được tặng cho Bảo tàng Khảo cổ học Palermo bởi gia đình Guidano, nơi nó vẫn còn tồn tại.
Sự quan trọng của phiến đá Palermo không được công nhận cho đến khi nó được nhà khảo cổ học Pháp Emmanuel De Rougé phát hiện và được Heinrich Schäfer dịch thuật và công bố lần đầu tiên vào năm 1902.

## Xác thực
Nhiều câu hỏi được đặt ra về tính xác thực của tấm bia Biên niên sử hoàng gia này. Nhiều người cho rằng, tấm bia được khắc vào thời kỳ Vương triều thứ 25. Người ta cũng không rõ, liệu những mảnh vỡ này bắt nguồn từ cùng một tấm bia hay đến từ những bản sao khác nhau. Những dòng văn tự của Biên niên sử hoàng gia trên những mảnh vỡ này hiện rất khó để giải mã do sự rời rạc và tình trạng hư hỏng của nó.